# Улица Октябрьской Революции (Коломна)
У́лица Октя́брьской Револю́ции — самая длинная улица города Коломны. Начинается на въезде города со стороны Москвы в Сандырях и заканчивается у моста через Оку.
Улица проходит по нескольким районам города. Пересекает три главных площади: Двух Революций, Советскую и Восстания.
Архитектурный облик улицы меняется в различных районах. В районе Старой Коломны на улицу выходят фасады городских особняков XIX века. В центральной части города и в Голутвине улица застроена зданиями в стиле конструктивизм и сталинскими жилыми домами. В Голутвине на улицу также выходят многоэтажные дома 1970—1980-х гг. В районах посёлка Радужного, села Сандыри и Запрудной слободы преобладает малоэтажная частная застройка.
На улице размещены мосты через реки Костерка и Коломенку.

## Происхождение названия
Названа в октябре 1921 года к празднованию 4-летней годовщины Октябрьской революции. В 1918—1921 годах называлась Красная улица, поскольку на ней размещался штаб «красной гвардии». С конца XVIII века называлась Астраханская улица, а до того — Большая Московская, так как улица являлась частью тракта Москва-Астрахань. Часть улицы от Рязанской заставы до моста через Оку до 1955 года именовалась Шоссейной улицей, как часть шоссе Москва-Астрахань.

## История

Астраханская улица на рубеже XIX и XX веков

Улица представляет собой часть старинной дороги Москва-Рязань в черте Коломны. Первоначально улица проходила от Московской до Рязанской заставы. В 1948 году по улице прошла первая трамвайная линия. В ноябре 1955 года к улице была присоединена часть Рязанского шоссе, проходящая через село Сандыри, а также Шоссейная улица от Рязанской заставы до моста через Оку.

## Известные жители улицы
По улице Октябрьской Революции в доме номер 192 находится дом писателя И. И. Лажечникова. Кроме того, на этой улице жили Л. А. Перфилов и Л. С. Лебедянский.

## Примечательные здания и сооружения
По нечётной стороне улицы на площади Двух Революций возвышается 54-метровая колокольня церкви Иоанна Богослова, образующая вместе с торговыми рядами каре. Кроме того, невдалеке от улицы расположились Маринкина и Грановитая башни Коломенского Кремля.
По нечётной стороне:
- № 73 — Церковь Ильи Пророка в Сандырях (1834)
- № 167 — Городская усадьба (середина XIX века)
- № 169 — Деревянный дом (XIX век)
- № 213—215 — Дом Лажечниковых (конец XVIII века)
- № 241 — Жилой дом (первая половина XIX века) — не верно, дом построен в 1980-х годах. Достаточно посмотреть на оформление под окнами — попытка подделать старую постройку (см. дом 239)
- № 259 — Здание коломенской городской администрации (1980)
- № 277 — Средняя общеобразовательная школа № 22 (1936)
- № 279—287 — Дома рабочего посёлка им. Левшина (1925)
- № 289 — Длинный жилой дом (1920-е гг.)

По чётной стороне:
- № 168 — Кисловская богадельня (1840-е гг.)
- № 188 — Городская усадьба (конец XVIII — начало XIX века)
- № 192 — Дом И. И. Лажечникова (конец XVIII века)
- № 192а-194 — Усадьба Лажечниковых (вторая половина XVIII века)
- № 196 — Государственный банк (1938)
- № 198 — Доходный дом с стиле модерн
- № 200 — Бывшая гостиница Фролова (1860—1862)
- № 206 — Жилой дом (первая половина XIX века)
- № 222 — Дом общественного собрания (ныне аэроклуб) (конец XVIII — начало XIX века).
- № 232 — Дом Учителя
- № 240 — Жилой дом (начало XIX века)
- № 318 — Центральная районная больница
- № 320 — Жилой дом (конец 1930-х годов)
- № 322 — Коломенская гимназия № 9 (1929)
- № 324 — Дворец культуры «Тепловозостроитель» (1934, перестроен в 1952)
- № 338 — Жилой дом «клюшка» (конец 1970-х гг.)
- № 402 — Коломенский Социальный открытый колледж
- № 408 — Учебный комбинат (ныне в нём Коломенский политехнический колледж и Коломенский филиал Московского государственного открытого университета) (1931)
- № 410 — НИИ механизации и техники полива

## Памятники
- Дмитрию Донскому — у кремлёвской стены
- Обелиск жертвам революций — на площади Двух революций
- В. И. Ульянову (Ленину) — на площади Двух революций
- В. И. Ульянову (Ленину) — у дворца культуры «Тепловозостроитель»
- Паровоз серии Л — на углу с проездом Лебедянского

## Транспорт
По улице проходят маршруты трамвая № 1, 2, 3, 4, 6, 8; автобуса № 2, 3, 4, 5, 6, 10, 11; и маршрутного такси № 68.

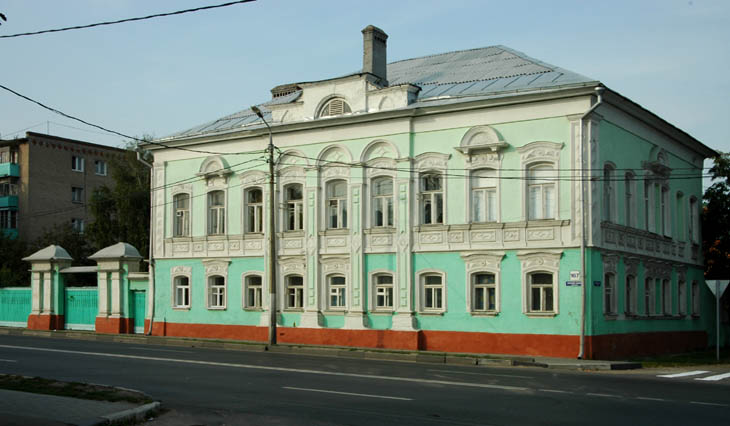
Городская усадьба в Запрудах (середина XIX века)
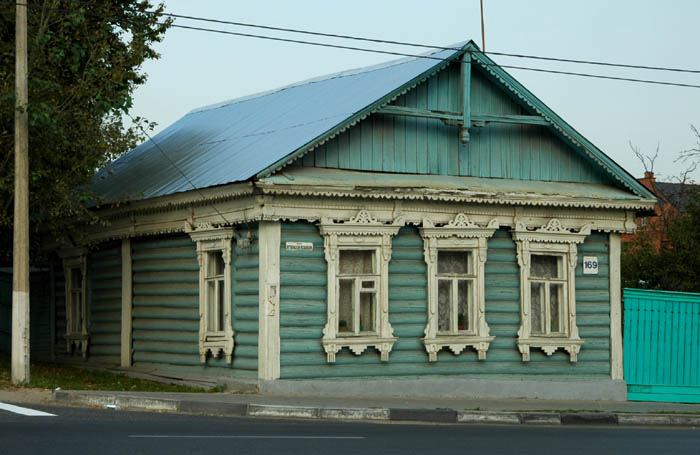
Деревянный дом в Запрудах (XIX век)
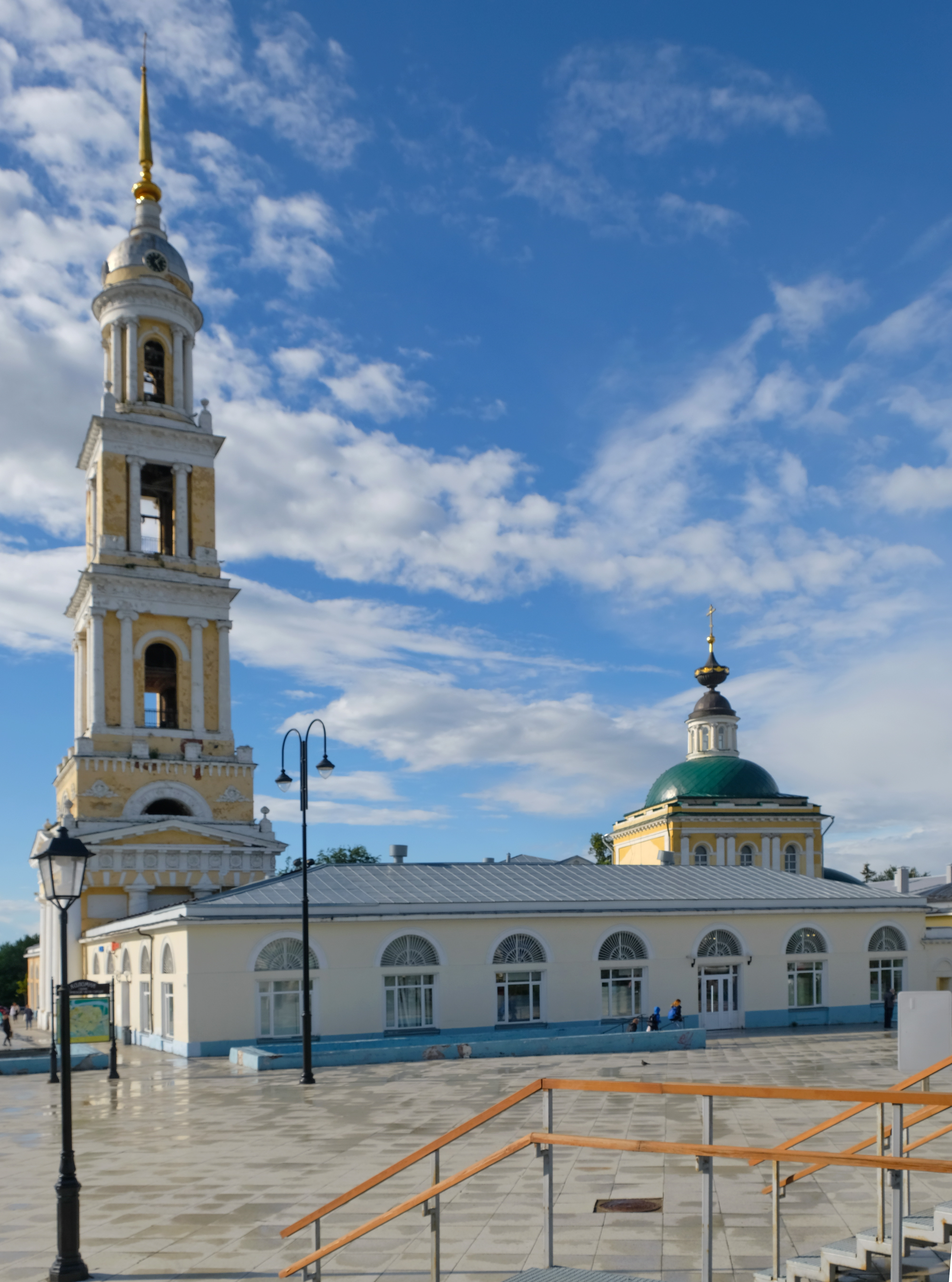
Торговые ряды с колокольней церкви Иоанна Богослова
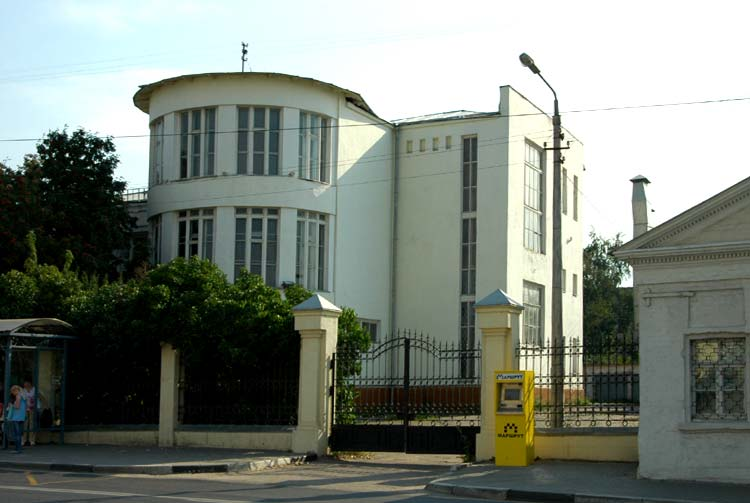
Госбанк

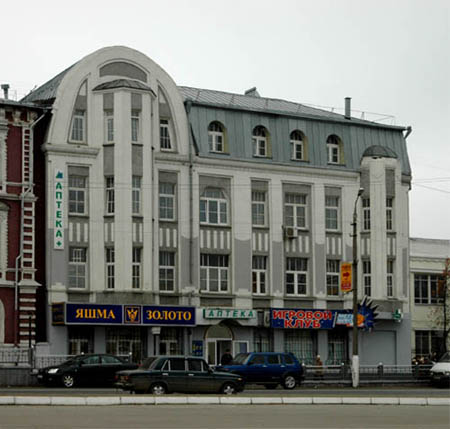
Доходный дом (начало XX века)
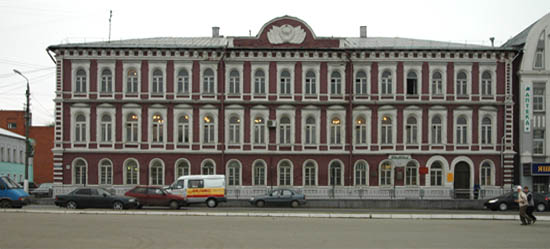
Бывшая гостиница Фролова
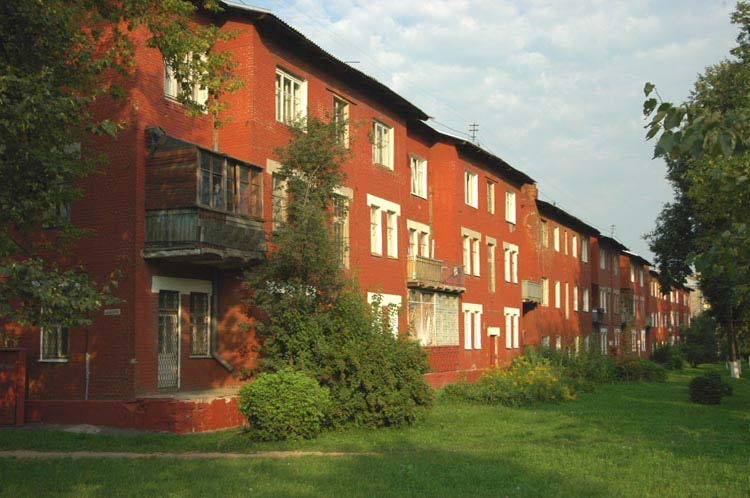
Длинный жилой дом (конец 1920-х годов)
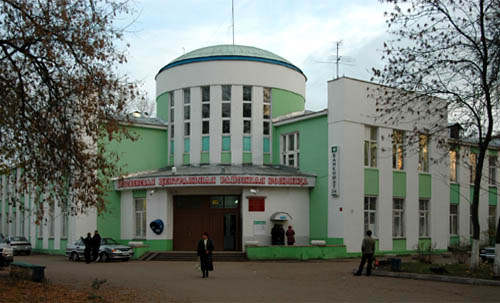
Корпус Центральной районной больницы

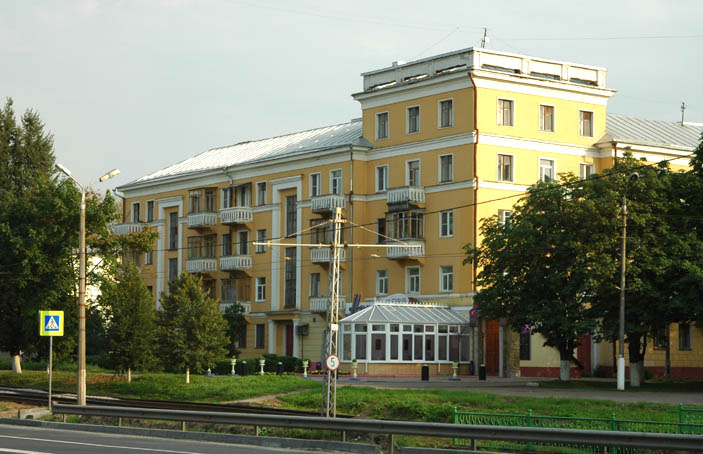
Жилой дом (конец 1930-х годов)
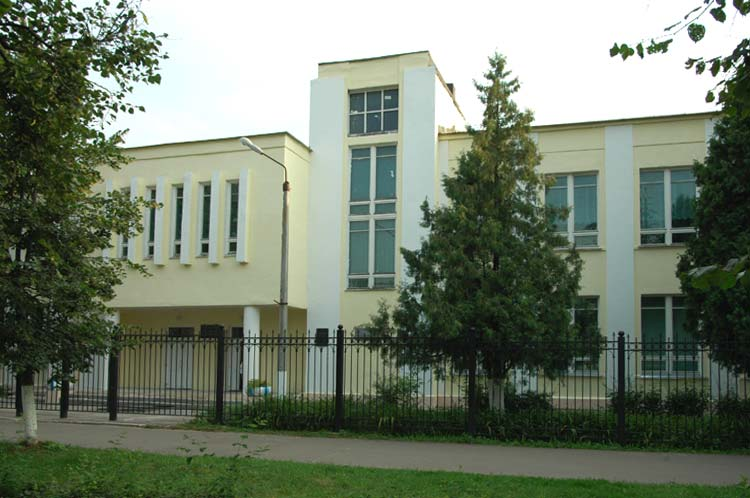
Гимназия № 9
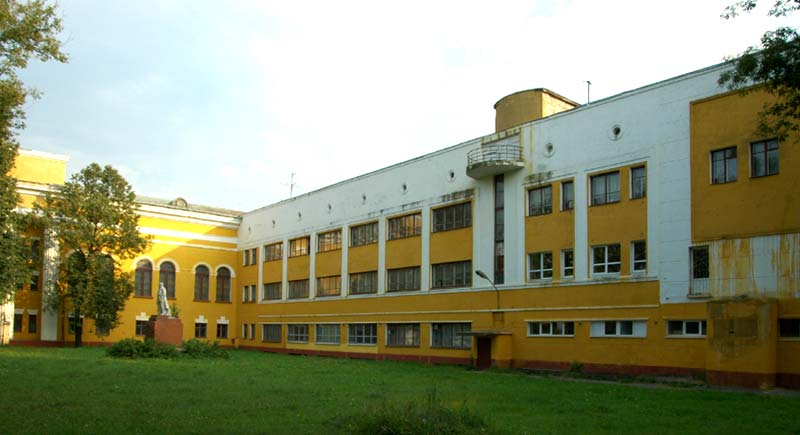
Дворец культуры «Тепловозостроитель»
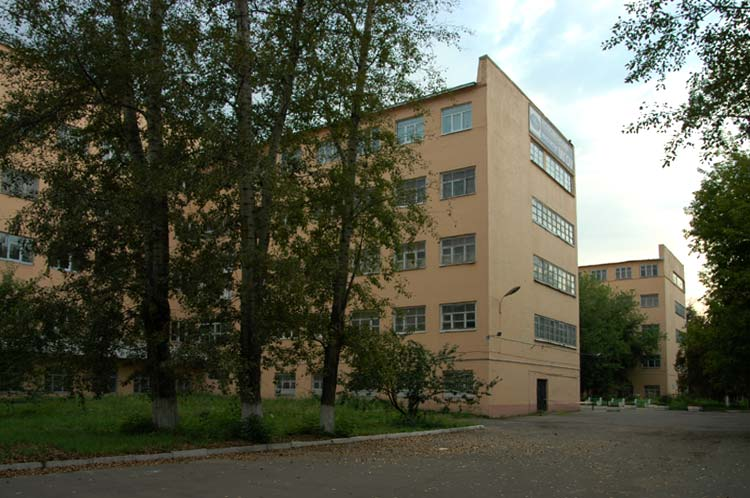
Учебный комбинат